# Лакочи (Флорида)
Лакочи (англ. Lacoochee) — статистически обособленная местность, расположенная в округе Паско (штат Флорида, США) с населением в 1 345 человек по статистическим данным переписи 2000 года.

## География
По данным Бюро переписи населения США статистически обособленная местность Лакочи имеет общую площадь в 7,51 квадратных километров, водных ресурсов в черте населённого пункта не имеется.
Статистически обособленная местность Лакочи расположена на высоте 22 м над уровнем моря.

## Демография
По данным переписи населения 2000 года в Лакочи проживало 1345 человек, 321 семья, насчитывалось 417 домашних хозяйств и 457 жилых домов. Средняя плотность населения составляла около 179,09 человек на один квадратный километр. Расовый состав населённого пункта распределился следующим образом: 60,59 % белых, 24,24 % — чёрных или афроамериканцев, 2,23 % — коренных американцев, 0,07 % — азиатов, 0,07 % — выходцев с тихоокеанских островов, 3,05 % — представителей смешанных рас, 9,74 % — других народностей. Испаноговорящие составили 37,55 % от всех жителей статистически обособленной местности.
Из 417 домашних хозяйств в 47,7 % воспитывали детей в возрасте до 18 лет, 47,0 % представляли собой совместно проживающие супружеские пары, в 20,6 % семей женщины проживали без мужей, 22,8 % не имели семей. 19,4 % от общего числа семей на момент переписи жили самостоятельно, при этом 6,2 % составили одинокие пожилые люди в возрасте 65 лет и старше. Средний размер домашнего хозяйства составил 3,23 человек, а средний размер семьи — 3,66 человек.
Население статистически обособленной местности по возрастному диапазону по данным переписи 2000 года распределилось следующим образом: 40,1 % — жители младше 18 лет, 9,8 % — между 18 и 24 годами, 26,1 % — от 25 до 44 лет, 15,8 % — от 45 до 64 лет и 8,3 % — в возрасте 65 лет и старше. Средний возраст жителей составил 25 лет. На каждые 100 женщин в Лакочи приходилось 103,2 мужчин, при этом на каждые со женщин 18 лет и старше приходилось 92,8 мужчин также старше 18 лет.
Средний доход на одно домашнее хозяйство статистически обособленной местности составил 15 197 долларов США, а средний доход на одну семью — 16 553 доллара. При этом мужчины имели средний доход в 40 300 долларов США в год против 11 250 долларов среднегодового дохода у женщин. Доход на душу населения статистически обособленной местности составил 15 197 долларов в год. 45,5 % от всего числа семей в населённом пункте и 51,2 % от всей численности населения находилось на момент переписи населения за чертой бедности, при этом 57,4 % из них были моложе 18 лет и 26,6 % — в возрасте 65 лет и старше.